# ثبيرة زغبية
ثبيرة زغبية (الاسم العلمي: Acokanthera pubescens) هي نوع نباتي يتبع جنس الثبيرة من فصيلة الدفلية.